# Hylemera aetionaria
Hylemera aetionaria là một loài bướm đêm trong họ Geometridae.